# Алвар Гулстранд
Алвар Гулстранд (енгл. Allvar Gullstrand; Ландскруна, 5. јун 1862 — Стокхолм, 28. јул 1930) био је шведски офталмолог. 

## Живот
Рођен је у Ландскруну, у Шведској. Био је професор (1894 — 1927) офталмологије и оптике на Универзитету у Упсали. Примењивао је методе физичке математике за проучавање оптичких слика и рефракције светлости у оку. Награђен је Нобеловом наградом за физиологију или медицину 1911. године.
Познат је и по свом истраживању астигматизма и побољшању офталмоскопије и корективних сочива за употребу након уклањања катаракте из ока. 
Изабран је за члана шведске краљевске академије наука 1905. године и био је члан одбора академије за доделу награда у области физике. Тада је користио своју позицију да спречи Алберта Ајнштајна да добије Нобелову награду за физику, за његову теорију релативности, јер је сматрао да није тачна.
Оженио се 1885. године. 
Хорејшио Берт Вилијамс се 1926. године жалио да има мало офталмолога и физиолога који могу да читају Гулстрандове радове и рукописе.
Гулстранд је умро у Стокхолму 1930. године.